# Storia del Portogallo dalla Restaurazione all'Età Pombalina
La storia del Portogallo che va dalla Restaurazione all'Età Pombalina coincide con la riacquisizione dell'indipendenza portoghese nei confronti della Spagna, sancita nel 1668, all'ascesa politica del Marchese di Pombal, avvenuta nel 1750. Sotto la dinastia Braganza, il Portogallo fu segnato da un periodo di decadimento politico ed economico, culminati con il processo alla famiglia Távora e il catastrofico Terremoto di Lisbona.
Diversi fattori, tra cui le conseguenze dell'occupazione castigliana, la dipendenza del Portogallo verso le colonie, la corruzione del regime, il Trattato di Methuen e il Terremoto di Lisbona del 1755, concorsero ad indebolire la posizione del Portogallo in Europa nel corso del Seicento.

## Da Giovanni IV a Giovanni V
La dinastia dei Braganza iniziò a regnare in Portogallo con Giovanni IV. I Braganza erano imparentati con gli Aviz, poiché lo stesso Giovanni IV era pro-pronipote di Manuele I. Giovanni IV fu un monarca amato, mecenate delle belle arti. Collezionò una delle più grandi biblioteche.

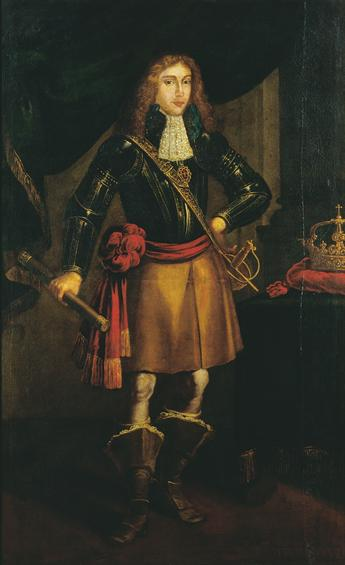
Alfonso VI, secondo re del Portogallo della dinastia dei Braganza.

Intanto, gli olandesi riuscirono a conquistare Malacca (gennaio 1641) e il Sultanato dell'Oman (1648). Tuttavia nel 1654, la maggior parte del Brasile venne riconquistata dai portoghesi. Giovanni riuscì a far sposare la figlia Caterina con Carlo II d'Inghilterra, offrendo in dote agli inglesi Tangeri e Bombay. Giovanni IV morì nel 1656. Il suo successore fu Alfonso VI.
Alfonso VI divenne Re del Portogallo all'età di tredici anni. Il giovane Re soffriva di una paralisi alla parte sinistra del suo corpo rendendolo mentalmente instabile. Dopo sei anni di reggenza di Luisa de Guzman, la Regina Madre, Alfonso assunse il controllo del paese. Il suo regno ebbe breve durata per la cospirazione di sua moglie, la regina Maria Francesca di Savoia che si congiunse al principe Pietro, ottenendo l'annullamento del matrimonio. Pietro in seguito si sposò con Maria Francesca e riuscì ad obbligare Alfonso a rinunciare il controllo del governo e di farsi nominare principe reggente.
Pietro continuò ad essere il principe reggente ma de facto fu il Re del Portogallo per i successivi 16 anni. Quando Alfonso morì nel 1683, Pietro divenne re del Portogallo de jure. Pietro II è considerato il primo monarca assolutista del Portogallo. Nel 1697 fece dimettere le Cortes governando da solo. Incoraggiò l'esplorazione del Brasile. Il regno di Pietro fu segnato anche dalla sigla del Trattato di Methuen.
Il successore di Pietro fu Giovanni V del Portogallo, che ascese al trono nel 1706. Con i continui guadagni dovuti all'arrivo dei metalli preziosi del Brasile, Giovanni V godette di una vita di lussi. I suoi soprannomi furono "il Magnanimo", "il Magnifico" o "il re sole portoghese" e fu forse il miglior esempio di monarca assolutista in Portogallo. Il suo lungo regno fu caratterizzato dal rafforzamento delle prerogative regie, rese possibile grazie anche dagli ingenti guadagni che provenivano dalle colonie, in particolare dal Brasile.
Giovanni V usò il tesoro della corona per rinforzare l'economia portoghese, creando nuove fabbriche; tuttavia la maggior parte degli investimenti fu usata per patrocinare le arti e per riguadagnare il prestigio presso le altre potenze europee. La politica estera portoghese seguì due linee principali: neutralità nei conflitti europei e amicizia con il Papa di Roma. Nel 1748 il Portogallo venne riconosciuto come stato sovrano da Papa Benedetto XIV.
Gli ultimi anni di vita di Giovanni V furono caratterizzati da atti di devozione e di asservimento verso il clero cattolico. Le sue prime misure economiche, che furono impopolari presso i ceti nobiliari, divennero inefficaci e gli affari pubblici erano diventati dipendenti dalle decisioni del monarca, ma che divennero inoperativi. Giovanni V morì nel luglio del 1750 e il suo successore fu il figlio Giuseppe.

## Impero in Brasile
Una conseguenza dell'unione dinastica con la Spagna fu la perdita del monopolio del commercio delle spezie nell'Oceano Indiano. Gli inglesi, i francesi e gli olandesi conquistarono i possedimenti portoghesi in Asia. L'impero coloniale di Manuele I e Giovanni III fu ridotto alle fortezze di Goa, insieme ad altre in India, Macao nella costa cinese, e l'isola di Timor. Gli empori commerciali in Africa furono persi in favore degli inglesi (Golfo di Guinea) e degli olandesi (Natal e Africa occidentale). Di fronte a questa situazione, i portoghesi concentrarono i loro sforzi commerciali in Brasile, che nei primi decenni del Seicento fu in parte sotto controllo olandese. Dopo diversi anni di guerra, grazie anche alla mediazione inglese, gli olandesi abbandonarono il Brasile nel 1661.
La coltivazione dello zucchero venne introdotta in Brasile gli inizi del diciassettesimo secolo. L'economia coloniale fu basata sulle piantagioni e sul lavoro servile degli schiavi di origine africana. Nel tardo Seicento, gli esploratori portoghesi conosciuti come bandeirantes scoprirono l'oro nell'attuale stato di Minas Gerais. I coloni portoghesi iniziarono l'esplorazione dell'interno del Brasile, oltre i confini tracciati Trattato di Tordesillas (in seguito aggiornato Trattato di Madrid). Gli insediamenti nel Brasile sudorientale ebbero una crescita rapidissima.
La prima grande corsa all'oro mondiale iniziò con migliaia di coloni e schiavi che si riversarono nelle frastagliate montagne a nord di Rio de Janeiro. La corsa all'oro coinvolse anche le altre regioni del Brasile. Agli inizi del Settecento la corsa all'oro ebbe un altro stimolo con la scoperta dei diamanti. Alla fine del Settecento quasi l'80% dell'oro prodotto era originario dal Brasile.
L'oro proveniente dal Brasile ebbe un forte impatto sulla società portoghese. La famiglia reale, che aveva il diritto di raccogliere un quinto dell'oro brasiliano, ritornò ad arricchirsi e a guadagnare il prestigio dei secoli precedenti. La corsa all'oro provocò l'emigrazione in Brasile di una quota consistente della popolazione portoghese, tanto che Giovanni V fu costretto a proibire l'emigrazione nel 1709. In questo periodo, con l'importazione di schiavi africani, la popolazione amerindiana riuscì a ottenere più libertà.
Le condizioni per l'indipendenza del Brasile iniziarono a prendere forma. Poiché le élite portoghesi ricevevano la maggior parte dei profitti delle miniere d'oro brasiliane, i proprietari di piantagioni e di miniere iniziarono a protestare contro la riaffermazione del controllo imperiale e dell'imposizione di nuove tasse. Le prime manifestazioni dell'indipendentismo brasiliano, da cui sarebbe scaturita nel 1789 l'Inconfidência Mineira, si ebbero già durante l'Età Pombalina. Questa situazione fu aggravata quando scoppiarono le guerre napoleoniche all'epoca del Regno di Maria I del Portogallo e della reggenza del figlio Giovanni e quando iniziò il processo d'indipendenza dei paesi dell'America spagnola. Questi fattori crearono una situazione tesa tra Lisbona e la colonia che venne tuttavia, almeno momentaneamente attenuata con il trasferimento della corte portoghese in Brasile avvenuto nel 1808. Il principe reggente Giovanni dichiarò il Brasile come viceregno e il nome ufficiale del Portogallo divenne Regno Unito di Portogallo, Brasile e Algarve.
Nel 1703 venne siglato il Trattato di Methuen tra Pietro II del Portogallo e Carlo II di Inghilterra. Il trattato prese il nome da John Methuen, l'ambasciatore straordinario britannico in Portogallo. Il trattato cementò l'alleanza politica ed economica tra Gran Bretagna e Portogallo durante la Guerra di successione spagnola e creò un patto commerciale favorevole ad entrambe le nazioni, in particolare si stabiliva che i tessuti inglesi avrebbero avuto delle condizioni di vantaggio in Portogallo, viceversa i vini portoghesi sarebbero stati privilegiati in Inghilterra. Il Trattato di Methuen giocò un'importante parte nello sviluppo dell'industria vitivinicola della regione di Porto.
Nell'alleanza con l'Inghilterra nella guerra di successione spagnola, i portoghesi ottennero la protezione degli anglo-olandesi. Il Portogallo soffrì gli attacchi francesi a Rio de Janeiro e a Capo Verde ma riuscì a resistere. In Europa, i portoghesi stavano a fianco dell'alleanza antiborbonica e riuscirono a penetrare in Castiglia, ma vennero sconfitti nella battaglia di Almansa dell'aprile 1707. Nel 1713 venne siglato un armistizio con la Francia, mentre venne firmata la pace con la Spagna nel 1715.

## Il Marchese di Pombal
Quando Giovanni V morì nel 1750, venne succeduto al trono dal Principe Giuseppe Emanuele, il quale regnò con il nome di Giuseppe I. Fu amante della vita di palazzo, dell'opera, e fu devoto verso la Chiesa cattolica. Giuseppe I poté godere delle ricchezze familiari tratte dall'oro brasiliano e poté, invece di governare direttamente, delegare tutti i suoi poteri al Sebastião José de Carvalho e Melo ([sɨβɐʃtiˈɐ̃w̃ ʒuˈzɛ dɨ kɐɾˈvaʎu i ˈmɛlu]), futuro Conte di Oeiras e Marchese di Pombal ([põˈβaɫ]).

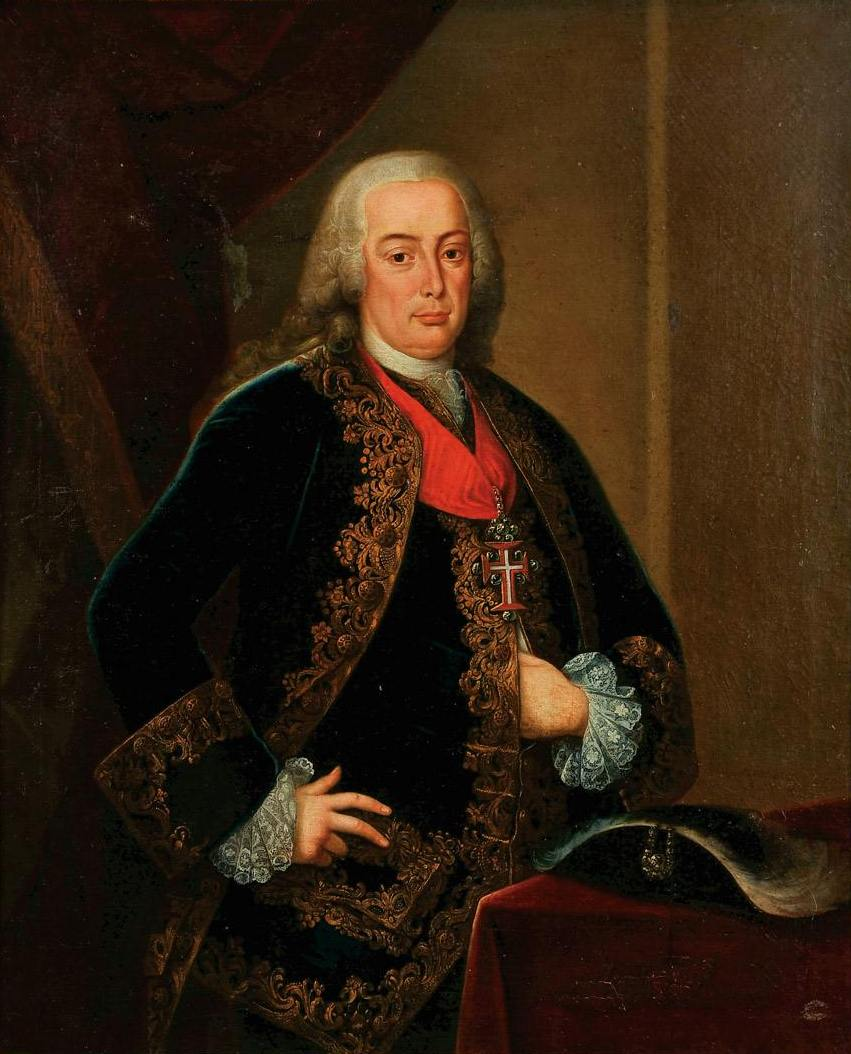
Sebastião José de Carvalho e Melo, Primo ministro del Portogallo

Il Marchese di Pombal cercò di rivedere tutti gli aspetti della politica economica, sociale e coloniale per fare del Portogallo un concorrente più efficiente con le altre grandi potenze europee. Impressionato dal successo economico inglese, di cui fu testimone mentre era ambasciatore a Londra, riuscì a trapiantare anche in Portogallo alcune politiche economiche simili a quelle inglesi. Fu responsabile dell'abolizione della schiavitù nei possedimenti portoghesi in India, dello sviluppo del vino Porto e alla fine delle discriminazioni contro i cristiani non cattolici presenti in Portogallo. Riuscì anche a riorganizzare l'esercito e la marina, portando la forza portoghese a circa novantamila uomini.
Durante l'Illuminismo, il Portogallo fu considerato uno dei paesi più regrediti culturalmente; nel 1750 su una popolazione di tre milioni di abitanti, circa duecentomila erano in 538 monasteri. Il Marchese di Pombal era imbarazzato dall'oscurantismo portoghese. Avendo vissuto come ambasciatore in due maggiori centri dell'illuminismo europeo, Vienna e Londra, identificò nei gesuiti come un ostacolo alla nascita dell'illuminismo portoghese. Specialmente in Inghilterra, venne a contatto con la tradizione antigesuita di quel paese e a Vienna fece amicizia con Gerard van Swieten, un fiero avversario dei gesuiti austriaci. Come primo ministro il Marchese di Pombal si impegnò in una propaganda contro i gesuiti, lanciando una serie di teorie e presunte cospirazioni dell'ordine.
Il Marchese di Pombal utilizzò l'Affare Távora per eliminare dalla scena politica portoghese una parte dell'alta aristocrazia a lui avversa, accusando vari esponenti di tradimento e di tentato regicidio, colpendo contestualmente la Società di Gesù ostile alle sue politiche. Fu un importante precursore dell'espulsione dei gesuiti che culminò nel 1773 con la soppressione dell'ordine da parte di Papa Clemente XIV.
Ulteriori riforme furono programmate in ambito educativo, creando le basi per la scuola primaria e secondaria pubblica e laica, introdusse la formazione professionale, creò centinaia di nuovi posti per insegnanti, aggiunse dipartimenti di matematica e scienze naturali all'Università di Coimbra e introdusse nuove tasse per sostenere queste riforme.
Ma le maggiori riforme del Marchese di Pombal furono di tipo economico e finanziario, determinando la creazione di diverse compagnie e monopoli, istituzioni di chiara ispirazione mercantilista. Nel 1756 venne fondata la Companhia Geral da Agricultura das Vinhas do Alto Douro, un'impresa privilegiata, che detenva il monopolio della produzione e della distribuzione dei vini del Douro Vinhateiro. La Companhia portò a termine, tra il 1758 ed il 1761, la definizione della regione vinicola del Douro (cosiddetta região demarcada), finalizzata a controllare la qualità e la commercializzazione del vino prodotto. L'opposizione alla Companhia da parte della borghesia mercantile di Porto e degli inglesi, che finora avevano controllato la commercializzazione del vino di Porto, si manifestò in una rivolta, scoppiata il 23 febbraio del 1757, duramente repressa dal governo. Il Marchese di Pombal amministrò la società portoghese imponendo leggi rigide, che portarono anche alla revisione del sistema di tassazione. Queste riforme diedero molti nemici a Carvalho e Melo, specie presso i ceti nobiliari. Quando l'apatico re Giuseppe I morì nel 1777 venne succeduto da Maria I del Portogallo. Non essendo nei favori della nuova regina Maria, il Marchese di Pombal venne destituito dalla carica di segretario di Stato, evento che segna l'inizio di una nuova fase nella storia politica portoghese, chiamata Viradeira, caratterizzato da una reazione alle politiche pombaline.

## Espulsione dei Gesuiti
La contesa tra il Marchese di Pombal e i Gesuiti iniziò con uno scambio nel territorio coloniale sudamericano con la Spagna. In un trattato segreto del 1750, il Portogallo rinunciava in favore della Spagna la Colonia del Sacramento che era situata alle foci del fiume Uruguay in cambio delle sette reducciones del Paraguay, le missioni autonome dei gesuiti che si trovavano in una porzione di territorio che era nominalmente spagnolo. I Gesuiti protestarono del trasferimento della popolazione amerindia dei Guarani da un territorio all'altro; tale evento portò delle tensioni. e il Portogallo, temendo la nascita di un impero indipendente in Sudamerica, proibì i Gesuiti di continuare l'amministrazione delle loro missioni. I gesuiti portoghesi vennero rimossi dalla corte.
Il primo aprile 1758 venne ottenuta dall'anziano Papa Benedetto XIV la nomina del cardinale Francisco de Saldanha da Gama, sponsorizzato da Pombal, per trovare prove contro i Gesuiti. Benedetto era scettico riguardo alla gravità degli abusi. Ordinò un'inchiesta esauriente, così come voleva salvare la reputazione della Società e tutte le questioni delicate dovevano essere riferite a lui. Benedetto morì il mese successivo, il 3 maggio. Il 15 maggio Saldanha, avendo ricevuto la missione papale soltanto quindici giorni prima, omettendo la visita approfondita alle case dei Gesuiti che aveva ordinato e pronunciando sulle questioni che il Papa gli aveva riservato, dichiarò che i Gesuiti erano colpevoli di aver esercitato illecitamente il commercio in pubblico, sia in Portogallo sia nelle colonie. Pombal, durante la vacanza papale, si mosse rapidamente e i Geuisti vennero privati di tutti i possedimenti in terra portoghese e prima che il Cardinale Rezzonico diventasse Papa Clemente XIII il 6 luglio 1758 la confisca portoghese fu un fatto compiuto.
La goccia che fece traboccare il vaso presso la corte portoghese fu il tentato omicidio del re avvenuto il 3 settembre 1758 di cui i gesuiti furono sospettati di esserne stati a conoscenza. Tra gli arrestati, e poi giustiziati, c'era Gabriele Malagrida, il confessore gesuita di Leonor Tomásia de Távora. I Gesuiti furono espulsi dal regno; vennero imprigionati alcuni importanti membri di nazionalità non-portoghese dell'Ordine. L'Ordine fu soppresso nel 1759. L'ambasciatore portoghese venne richiamato da Roma e il nunzio papale tornò in patria. Le relazioni tra Papato e Portogallo furono tese fino al 1770.

## Il processo Távora
Il processo di Távora (ˈtavuɾɐ) fu uno scandalo politico in seno alla corte portoghese, nel quale, dopo il fallito attentato al re, terminò con la pubblica esecuzione dell'intera famiglia Tavora avvenuta nel 1759. Nella notte del 3 settembre del 1758 il re Giuseppe I fu accompagnato in una stradina secondaria poco frequentata nelle vicinanze di Lisbona. Il re stava tornando dopo una piacevole serata avuta con la sua amante nella tenuta di Ajuda. Durante il tragitto alcuni uomini uscirono in strada, fermarono la carrozza e spararono sugli occupanti. Giuseppe I fu ferito a un braccio, mentre il cocchiere ricevette una ferita più grave, ma entrambi riuscirono a rientrare ad Ajuda.

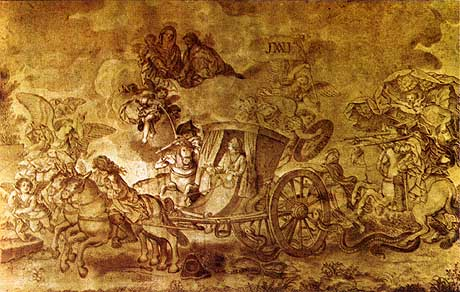
Il tentato regicidio di Giuseppe I del Portogallo

De Melo immediatamente prese il controllo della situazione. Occultando l'attacco e le ferite del re, de Melo procedette con una rapida inchiesta in cui dopo un paio di giorni due uomini furono arrestati e sotto tortura, confessarono la loro colpevolezza e dissero di aver ricevuto l'ordine dalla famiglia Tavora che stava complottando per mettere al trono il Duca di Aveiro. Entrambi i criminali furono impiccati il giorno seguente. Intanto venne reso pubblico il tentato regicidio.
Nelle settimane successive, la marchesa Leonor Tomásia de Távora e il suo consorte, Francisco de Assis de Távora, conte di Alvor, insieme a tutti i loro figli e nipoti, vennero imprigionati. I presunti cospiratori, tra i quali vi erano José de Mascarenhas da Silva e Lencastre, duca di Aveiro e i generi dei Távora ovvero, João de Almeida Portugal, marchese di Alorna e Jerónimo de Ataíde, conte di Atouguia, furono arrestati con le loro famiglie. Fu anche arrestato Gabriele Malagrida, il confessore gesuita di Leonor de Távora. Furono tutti accusati di alto tradimento e tentato omicidio del re. L'evidenza della loro colpevolezza presentata nel loro processo fu molto semplice: la confessione dei sicari, l'arma del delitto apparteneva al duca di Aveiro e che soltanto i Távora conoscevano gli spostamenti del re. I Távora negarono tutte le imputazioni ma furono lo stesso condannati a morte e i loro possedimenti furono confiscati dalla corona. Il loro nome fu cancellato dalla nobiltà e le loro insegne furono bandite. La prima sentenza ordinava l'esecuzione di tutti i membri, compresi donne e bambini ma con l'intervento della regina Marianna e della principessa Maria furono salvate molte vite. Tuttavia la marchesa non venne risparmiata e, assieme agli altri imputati, furono pubblicamente torturati e giustiziati il 13 gennaio 1779. All'esecuzione fu presente anche il re e la sua corte. Gabriele Malagrida fu messo al rogo e l'ordine dei gesuiti fu bandito poco dopo. La famiglia degli Alorna e le figlie del duca di Aveiro furono condannati all'ergastolo e furono rinchiusi in conventi e monasteri. De Melo fu fatto conte di Oeiras per la sua competente gestione dello scandalo e, nel 1770, divenne marchese di Pombal.

## Il terremoto di Lisbona

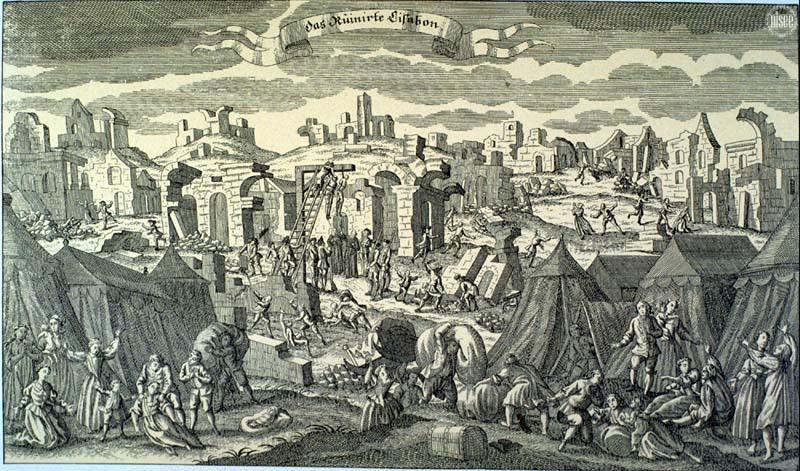
Le rovine di Lisbona.

Il mattino del primo novembre 1755, un massiccio terremoto di magnitudo 9 della scala Richter distrusse Lisbona, dal quale fece seguito un tsunami e un devastante incendio, che portarono alla totale distruzione di Lisbona. Il terremoto fece accentuare le tensioni politiche in Portogallo, scardinando le ambizioni coloniali. Circa un terzo della popolazione di Lisbona morì, mentre l'ottanta per cento degli edifici fu distrutto.
Per un colpo di fortuna, la famiglia reale riuscì a sfuggire illesa dalla catastrofe. Re Giuseppe e la corte lasciarono la città, dopo aver partecipato alla messa mattutina, assecondando il volere di una delle figlie del re che desiderava passare un giorno fuori da Lisbona. Dopo la catastrofe, Giuseppe iniziò ad avere una certa fobia di vivere dentro le mura, così la corte venne alloggiata in un enorme complesso di tende e padiglioni nelle colline di Ajuda. La claustrofobia di Giuseppe non svanì e soltanto con la sua morte che la nuova regina Maria I decise di costruire il nuovo palazzo di Ajuda.
Come il re, il primo ministro Sebastião de Melo sopravvisse al terremoto e, subito dopo la catastrofe, iniziò ad organizzare i soccorsi e la ricostruzione, mandando nella città dei pompieri per estinguere il fuoco e ordinando di rimuovere i cadaveri. Contro le tradizioni e contro i voleri della Chiesa, migliaia di cadaveri vennero caricati in chiatte per poi venire bruciati in modo da prevenire lo scoppio di epidemie. Per fermare i disordini, specialmente lo sciacallaggio, furono costruite delle forche attorno alla città; 34 persone vennero giustiziate. Poco dopo la calamità, il re e il primo ministro assunsero degli architetti e degli ingegneri e meno di un anno dopo, Lisbona fu libera dai detriti e fu avviata la ricostruzione della nuova Lisbona.